# Patric Feest
Patric-Andreas Feest (* 1956 in Stuttgart) ist ein deutscher Publizist. Er ist Geschäftsführer des Satire-Magazins Titanic und schreibt Drehbücher für Film und Fernsehen.

## Leben
Patric Feest studierte Publizistik und Literaturwissenschaften in Göttingen und Berlin. 1977 gründete er  mit Maruta Schmidt, Erik Weihönig, Tom Fecht und Norbert Gravius (als Mediengruppe Schmidt & Partner) den dezidiert linken West-Berliner Elefanten-Press-Verlag,.
1993 wurde Patric Feest Geschäftsführer des Weltbühne-Verlages und versuchte vergeblich, eine neue Zeitschrift Weltbühne herauszugeben. 
Danach wurde er Geschäftsführer des Satire-Magazins Titanic und Mitgesellschafter des Titanic-Verlages, was er bis in die Gegenwart ist.
Als im Jahr 2000 der Verlagstitel Elefanten Press an Bertelsmann (Verlagsgruppe Random House) verkauft wurde, gründete Patric Feest mit Maruta Schmidt und Erik Weihönig den Espresso-Verlag, der neben seinen verlegerischen Geschäften auch Kaffee importiert und verkauft.
Patric Feest schreibt außerdem unter Pseudonym Drehbücher für Film und Fernsehen und betätigt sich regelmäßig als Script Doctor, d. h., er überarbeitet im Auftrag von Film- und Fernsehproduzenten fremde Drehbücher.
Patric Feest ist verheiratet, hat ein Kind und lebt in Berlin und Paris.